# Друштвена интеграција
Друштвена интеграција је процес међусобног повезивања појединаца или друштвених група и њиховог уклапања у неку већу, релативно складну друштвену целину. Јачање друштвене интеграције води до таквих образаца понашања који су примерени друштвеним нормама и до складног и ефикаснијег функционисања групе, а гледано субјективно, до повећања задовољства појединца, прихватања заједничких симбола и развијања идентитета групе. Друштвена интеграција се шире схвата као сложени имплузивни процес.